# Cyathocalyx maingayi
Cyathocalyx maingayi är en kirimojaväxtart som beskrevs av Joseph Dalton Hooker och Thomas Thomson. Cyathocalyx maingayi ingår i släktet Cyathocalyx, och familjen kirimojaväxter. Inga underarter finns listade i Catalogue of Life.